# Araguaia Atlético Clube
Araguaia Atlético Clube é um clube brasileiro de futebol da cidade de Alto Araguaia, no estado de Mato Grosso.

## História
Foi fundado em 1998. Em 2009, o clube foi vice-campeonato estadual, perdendo na final para o Luverdense.
No mesmo ano, quase subiu para a série C do Brasileiro, ao ser eliminado nas quartas de finais para a Chapecoense. O Araguaia terminou em sexto lugar na Série D. A vaga na quarta divisão nacional veio com o título da Copa Governador em 2008.
Em 2010, a Pantera chegou até a semifinal do estadual, e também jogou a Copa do Brasil contra o Grêmio, mas foi eliminado no jogo da ida ao perder por 3 a 1. Após essas duas participações o time não disputou mais nenhuma competição oficial.
O clube passou de mão em mão na cidade, acabou com dívidas próximas a R$ 1 milhão e desistiu do campeonato mato-grossense em 2011.

## Títulos
| Estaduais | Estaduais  | Estaduais | Estaduais  |
|           | Competição | Títulos   | Temporadas |
| --------- | ---------- | --------- | ---------- |
|           | Copa FMF   | 1         | 2008       |

## Estatísticas

### Participações
|  | Participações em 2020 |

| Competição  | Competição                | Temporadas | Melhor campanha     | Anos            | P | R |
| Mato Grosso | Campeonato Mato-Grossense | 4          | Vice-campeão (2009) | 1999, 2008-2010 |   | 1 |
| Brasil      | Série D                   | 1          | 6º colocado (2009)  | 2009            | – |   |
| Brasil      | Copa do Brasil            | 1          | 1ª fase (2010)      | 2010            |   |   |